# Phytobia indecora
Phytobia indecora este o specie de muște din genul Phytobia, familia Agromyzidae. A fost descrisă pentru prima dată de Malloch în anul 1918.
Este endemică în Illinois. Conform Catalogue of Life specia Phytobia indecora nu are subspecii cunoscute.